# Blake Skjellerup
Blake Skjellerup (Christchurch, 13 giugno 1985) è un pattinatore di short track neozelandese, ha rappresentato la Nuova Zelanda ai Giochi olimpici di Vancouver 2010.  È uno dei pochi atleti apertamente gay ad aver partecipato alle olimpiadi.

## Carriera
Ateleta della Hauraki Ice Racing Club, nella stagione 2008-2009 ha ottenuto il decimo posto nella gara di Pechino della Coppa del Mondo di short track.
Skjellerup vive e si allena Calgary in Canada. Ai Giochi olimpici di Vancouver 2010 ha gareggiato nei 500 metri, 1000 metri e 1500 metri. Il miglior risultato lo ha ottenuto nei 1000 metri, dove si è qualificato peri i quarti di finale, ma è stato eliminato con il quarto posto superato dal sudcoreano Sung Si-Bak, dallo statunitense J. R. Celski e dall'italiano Yuri Confortola. Sulle altre due distanze, è stato eliminato nelle batterie.
Nel maggio 2010 ha fatto coming out dichiarandosi gay. Ha deciso di rendere pubblico il proprio orientamento sessuale solo al termine delle olimpiadi per evitare di perdere potenziali sponsor.